# Aerosmith
Aerosmith er et amerikansk rockband grundlagt i Boston, Massachusetts i 1970. Gruppen første storhedstid var i 1970'erne, hvor de var Nordamerikas bedst sælgende rock band. Efter mange år i skyggen, fik gruppen et musikalsk comeback i midten 1980'erne. MTV var platformen der gav bandet fans og succes igen. 
Oprindeligt grundlagt af sangeren Steven Tyler, Tom Hamilton på bas, og Joe Perry på guitar. En anden guitarist kom til, Ray Tabano, men blev hurtigt erstattet af Brad Whitford. Sidst kom trommeslageren Joey Kramer til, og Tyler som hidtil havde spillet på trommer, kunne nu koncentrere sig om sangen. 
Det var med albummet Toys in the Attic fra 1975, at bandet endegyldigt slog igennem. På albummet var hits "Sweet Emotion" og "Walk This Way". Gennembruddet gjorde at gruppen frigav en tidligere udgiven single, "Dream On", som også blev et stort hit. Året efter fulgte de op på succéen og udgav albummet Rocks i 1976, som kom til at blive ét af gruppens bedst sælgende albums. Det står tilbage som et gruppens absolutte hovedværker. I årene frem til 1980 lavede gruppen succesfulde albums. Kort inde i indspilninger af gruppens Night In The Ruts album fra 1979, forlod Joe Perry bandet, da spændingerne indbyrdes i bandet især med Tyler, var blevet for voldsomme. Året efter forlod også Brad Whitford gruppen. De blev erstattet af guitaristerne Jimmy Crespo og Rick Dufay. I årene 1979-1984 var gruppen i kaos og udgav, udover Greatest Hits albummet i 1980, kun et enkelt album, Rock In a Hard Place, der fik dårlige anmeldelser og solgte dårligt. I denne periode var gruppen inspirationsforladt og utallige live koncerter bar præg af medlemmernes store forbrug af stoffer. Steven Tyler boede disse år på et snusket hotel i New York, for 20 dollars om dagen, som han modtog af gruppens pladeselskab. Gruppen fandt sin originalbesætning igen i 1984, og satte kursen mod et musikalsk comeback, barslende med et nyt album og en kommende turné. Back In The Saddle Tour'en i 1984-85 solgte billetter, men bar præg af at stofferne stadig hærgede bandet. Det musikalske comeback lod vente på sig.
I anden halvdel af 1980'erne gjorde gruppen comeback, og blev mindst lige så store, som de havde været i 1970'erne med albums som Permanent Vacation fra 1987 og Pump fra 1989. En efterfølgende knap to år lang turné, tog bandet verden rundt med ny energi, nyt materiale og stoffrie medlemmer. 
Gruppens største hit i 1990'erne blev "I Don't Wanna Miss A Thing", som var på soundtracket til storfilmen Armageddon i 1998. Steven Tylers datter, Liv Tyler, havde en hovedrolle i filmen.

## Diskografi
- Aerosmith (1973)
- Get Your Wings (1974)
- Toys in the Attic (1975)
- Rocks (1976)
- Draw the Line (1977)
- Live Bootleg (1978)
- Night in the Ruts (1979)
- Rock in a Hard Place (1982)
- Done With Mirrors (1985)
- Permanent Vacation (1987)
- Pump (1989)
- Get a Grip (1993)
- Nine Lives (1997)
- A Little South Of Sanity (Live) (1998)
- Just Push Play (2001)
- Honkin' on Bobo (2004)
- Music From Another Dimension! (2012)

Diverse opsamlingsplader
- Greatest Hits (1980)
- Gems (1988)
- Pandoras Box (1991)
- Toxic Graffiti (1993)
- Big Ones (1994)(Opsamlingsplade fra Aerosmiths Geffen Records plader, Permanent Vacation, PUMP og get A Grip)
- Box of Fire (1994)
- Pandora's Toys (1995)
- Oh Yeah! The ultimate Aerosmith hits (2002)
- 20th Century Masters: The Millennium Collection – The Best of Aerosmith (2003)
- Aerosmith: The Collection - Aerosmith/Get Your Wings/Toys in the Attic (2004)
- Devil's Got a New Disguise: The Very Best of Aerosmith (2006)
- Tough Love: Best of the Ballads (2011)
- The Essential Aerosmith (2011)